# Epifaniakatedralen, Irkutsk
Epifaniakatedralen (ryska: Собор Богоявления; translitteration: Sobor Bogojavlenija; kyrkslaviska: Собо́ръ Богоѧвлениѧ) är en rysk-ortodox katedral, belägen i staden Irkutsk i Irkutsk oblast i östra Ryssland.
Katedralen är helgad åt högtiden Epifania och har tillhört Irkutsks stift sedan år 1994.

## Historik

### Tidigare katedral
Tidigare stod det en annan katedral på samma plats som byggdes 1693. Den 3 augusti 1716 brann den ner och var gjord av trä.

### Nuvarande katedralen
Den nuvarande katedralen började att byggas 1718, då grunden lades i juli. Gudstjänsterna började i ett sidokapell som är helgat åt apostlarna Petrus och Paulus. Katedralen stod klar 1746 och invigdes den 25 september samma år.
1729 stod en av klocktonen färdiga.
Mellan den 30 och 31 december 1861 skadades byggnaden allvarligt, då bland annat de flesta valven sprack.

#### Sovjettiden
Efter revolutionen i Ryssland 1917 och när kommunisterna tog makten upphörde gudstjänsterna i katedralen, då den började användas som ett bageri. Ugnar installerades.
Under 1960-talet blev katedralen märkt som ett monument. Det byggdes tre sidokapell, var en av de är helgade åt Johannes Döparen.
Bageriet upphörde 1968, då det bestämdes att katedralen skulle restaureras. Restaureringarna pågick fram tills 1985.

## Katedralen
- Katedralen är gjord av tegel.[5]
- Klockan för det andra klocktornet göts 1797.[5]

## Bilder

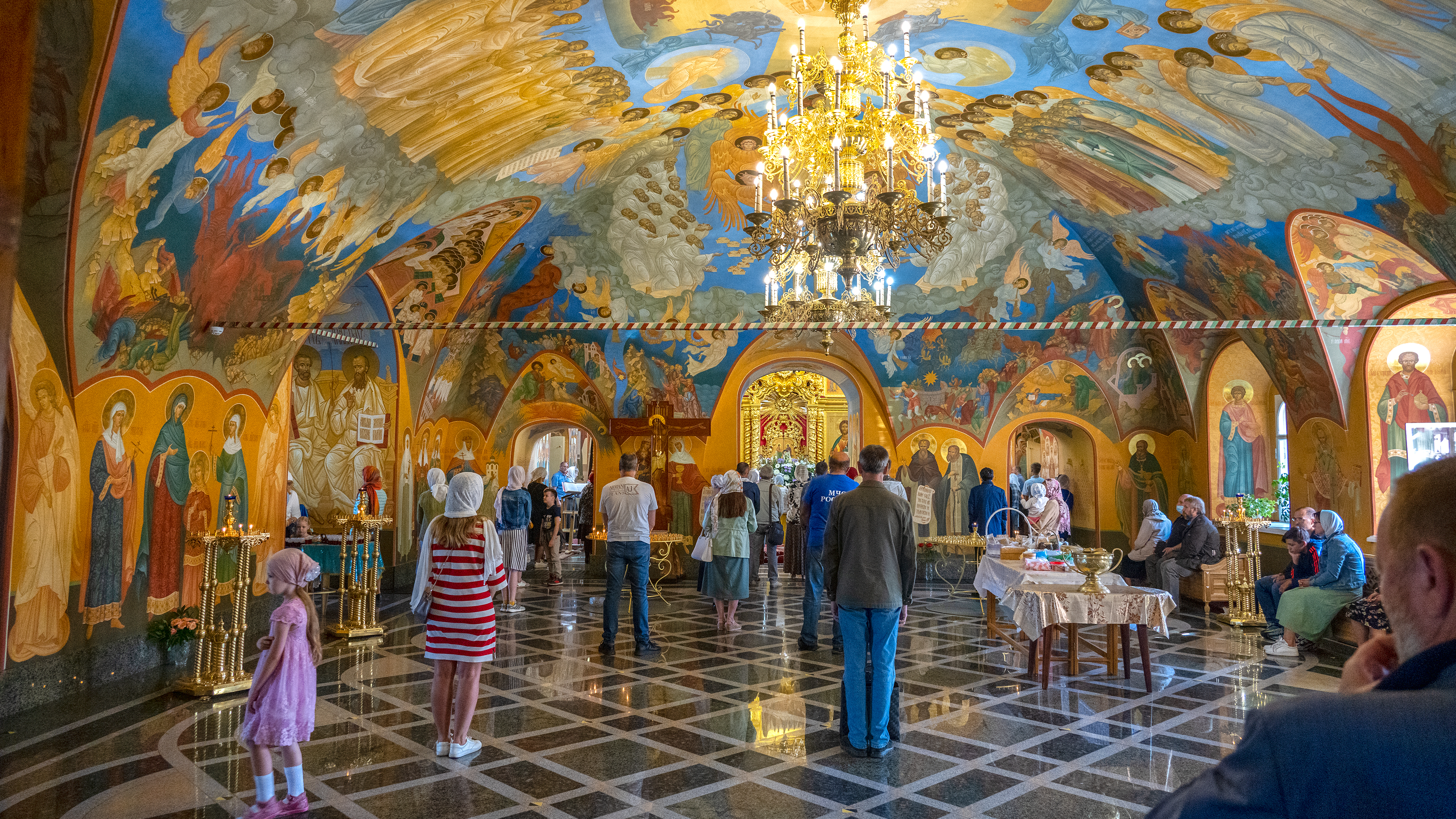
Katedralens interiör mot ikonostasen.
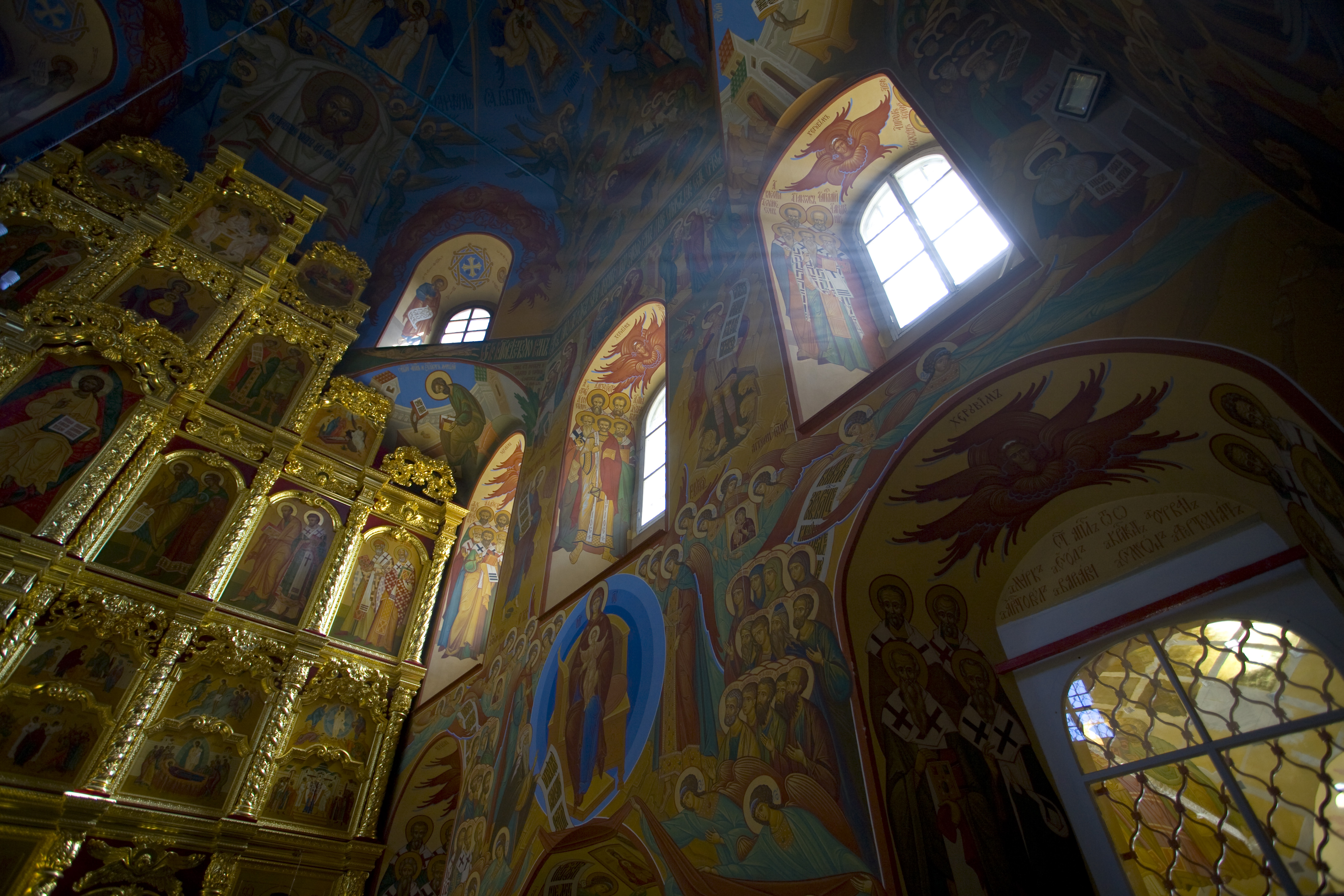
Interiören.
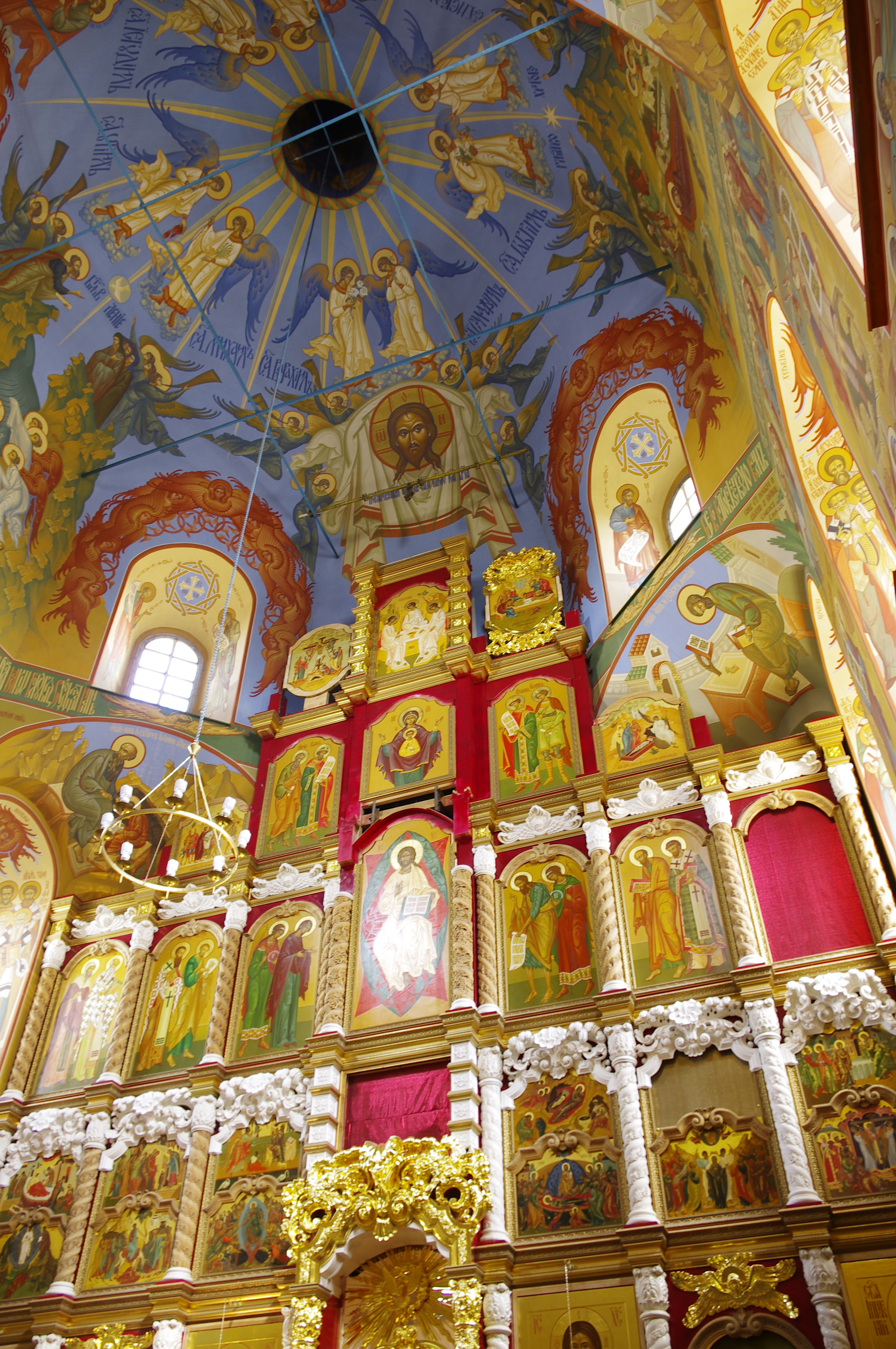
Ikonostasen.
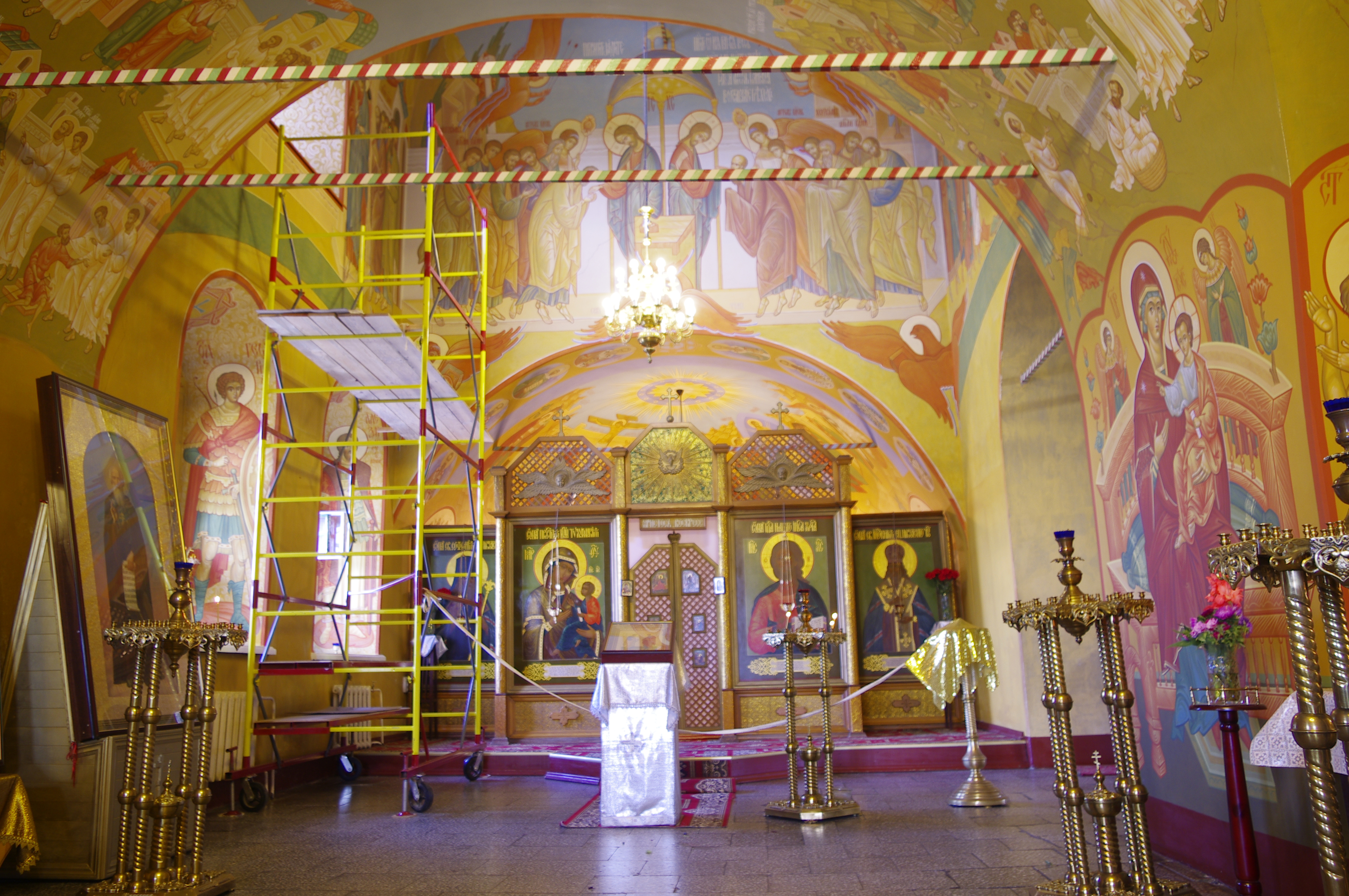
Annan ikonostas.